# Lijst van voetbalinterlands Faeröer - Oostenrijk
Deze lijst van voetbalinterlands is een overzicht van alle officiële voetbalwedstrijden tussen de nationale teams van Faeröer en Oostenrijk. De landen speelden tot op heden acht keer tegen elkaar. De eerste ontmoeting, een kwalificatiewedstrijd voor het Europees kampioenschap voetbal 1992, werd gespeeld in Landskrona (Zweden) op 12 september 1990. Het laatste duel, een kwalificatiewedstrijd voor het Wereldkampioenschap voetbal 2022, vond plaats op 9 oktober 2021 in Tórshavn.

## Wedstrijden
| № | Plaats     | Datum             | Competitie           | Wedstrijd            | Uitslag |
| - | ---------- | ----------------- | -------------------- | -------------------- | ------- |
| 1 | Landskrona | 12 september 1990 | EK 1992 kwalificatie | Faeröer – Oostenrijk | 1 – 0   |
| 2 | Salzburg   | 22 mei 1991       | EK 1992 kwalificatie | Oostenrijk – Faeröer | 3 – 0   |
| 3 | Tórshavn   | 11 oktober 2008   | WK 2010 kwalificatie | Faeröer – Oostenrijk | 1 – 1   |
| 4 | Graz       | 5 september 2009  | WK 2010 kwalificatie | Oostenrijk – Faeröer | 3 – 1   |
| 5 | Wenen      | 22 maart 2013     | WK 2014 kwalificatie | Oostenrijk − Faeröer | 6 − 0   |
| 6 | Tórshavn   | 15 oktober 2013   | WK 2014 kwalificatie | Faeröer – Oostenrijk | 0 – 3   |
| 7 | Wenen      | 28 maart 2021     | WK 2022 kwalificatie | Oostenrijk − Faeröer | 3 – 1   |
| 8 | Tórshavn   | 9 oktober 2021    | WK 2022 kwalificatie | Faeröer − Oostenrijk | 0 − 2   |

## Samenvatting
| Competitie      | Totaal gespeeld | Winst Faeröer | Gelijk | Winst Oostenrijk | Doelsaldo Faeröer – Oostenrijk |
| --------------- | --------------- | ------------- | ------ | ---------------- | ------------------------------ |
| WK-kwalificatie | 6               | 0             | 1      | 5                | 3 − 18                         |
| EK-kwalificatie | 2               | 1             | 0      | 1                | 1 − 3                          |
| Totaal          | 8               | 1             | 1      | 6                | 4 − 21                         |

Wedstrijden bepaald door strafschoppen worden, in lijn met de FIFA, als een gelijkspel gerekend.

## Details

### Eerste ontmoeting
| EK 1992 kwalificatie (Landskrona, Zweden, 12 september 1990): |       |            |
| Faeröer                                                       | 1 – 0 | Oostenrijk |
| Torkil Nielsen 57'                                            | goals |            |

### Tweede ontmoeting
| EK 1992 kwalificatie (Salzburg, Oostenrijk, 22 mei 1991):    |       |         |
| Oostenrijk                                                   | 3 – 0 | Faeröer |
| Heimo Pfeifenberger 13' Michael Streiter 48' Arnold Wetl 63' | goals |         |

### Derde ontmoeting
| WK 2010 kwalificatie (Tórshavn, Faeröer, 11 oktober 2008): |       |                    |
| Faeröer                                                    | 1 – 1 | Oostenrijk         |
| Bogi Løkin 47'                                             | goals | 49' Martin Stranzl |

### Vierde ontmoeting
| WK 2010 kwalificatie (Graz, Oostenrijk, 5 september 2009): |       |                        |
| Oostenrijk                                                 | 3 – 1 | Faeröer                |
| Stefan Maierhofer 1' Marc Janko 16' Marc Janko 59' (pen.)  | goals | 83' Andreas Lava Olsen |

### Vijfde ontmoeting
| WK 2014 kwalificatie (Wenen, Oostenrijk, 22 maart 2013):                                                             |       |         |
| Oostenrijk | 6 – 0 | Faeröer |
| Philipp Hosiner 8' Philipp Hosiner 20' Andreas Ivanschitz 28' Zlatko Junuzović 77' David Alaba 78' György Garics 82' | goals |         |

### Zesde ontmoeting
| WK 2014 kwalificatie (Tórshavn, Faeröer, 15 oktober 2013): |       |                                                            |
| Faeröer                                                    | 0 – 3 | Oostenrijk                                                 |
|                                                            | goals | 16' Andreas Ivanschitz 64' Sebastian Prödl 67' David Alaba |

FSF · A-internationals · Statistieken · Bondscoaches · Faeröers vrouwenelftal · Faeröer U21 · Faeröer U20 · Faeröer U19 · Faeröer U18 · Faeröer U17 · Faeröer U16
1980 – 1989 ·
1990 – 1999 ·
2000 – 2009 ·
2010 – 2019 ·
2020 – 2029
1988 · 
1989 · 
1990 ·
1991 · 
1992 · 
1993 · 
1994 · 
1995 · 
1996 · 
1997 · 
1998 · 
1999 · 
2000 · 
2001 · 
2002 · 
2003 · 
2004 · 
2005 · 
2006 · 
2007 · 
2008 · 
2009 · 
2010 · 
2011 · 
2012 · 
2013 · 
2014 · 
2015 · 
2016 ·
2017 ·
2018 ·
2019 ·
2020 ·
2021 ·
2022 ·
2023 ·
2024
Albanië ·
Andorra ·
Armenië ·
Azerbeidzjan ·
België ·
Bosnië en Herzegovina ·
Canada ·
Cyprus ·
Denemarken ·
Duitsland ·
Estland ·
Finland ·
Frankrijk ·
Georgië ·
Gibraltar ·
Griekenland ·
Hongarije ·
Ierland ·
IJsland ·
Israël ·
Italië ·
Joegoslavië ·
Kazachstan ·
Kosovo ·
Letland · 
Liechtenstein ·
Litouwen ·
Luxemburg ·
Malta ·
Moldavië ·
Nederland ·
Noord-Ierland ·
Noord-Macedonië ·
Noorwegen ·
Oekraïne ·
Oostenrijk ·
Polen ·
Portugal ·
Roemenië ·
Rusland ·
San Marino ·
Schotland ·
Servië ·
Servië en Montenegro · 
Slovenië ·
Slowakije ·
Spanje ·
Thailand ·
Tsjechië ·
Tsjecho-Slowakije ·
Turkije ·
Wales ·
Zweden ·
Zwitserland
ÖFB · A-internationals · Selecties · Bondscoaches · Oostenrijks vrouwenelftal · Olympisch elftal · Oostenrijk U21 · Oostenrijk U20 · Oostenrijk U19 · Oostenrijk U18 · Oostenrijk U17 · Oostenrijk U16 · Vrouwen U17
1902 – 1919 ·
1920 – 1929 ·
1930 – 1939 ·
1940 – 1949 ·
1950 – 1959 ·
1960 – 1969 ·
1970 – 1979 ·
1980 – 1989 ·
1990 – 1999 ·
2000 – 2009 ·
2010 – 2019 ·
2020 – 2029
EK's: 2008 · 
2016 · 
2020 · 
2024
WK's: 1934 · 
1954 · 
1958 · 
1978 · 
1982 · 
1990 · 
1998
OS: 1912 ·
1936 ·
1948 ·
1952
1902 · 
1903 · 
1904 · 
1905 · 
1906 · 
1907 · 
1908 · 
1909 · 
1910 · 
1911 · 
1912 · 
1913 · 
1914 · 
1915 · 
1916 · 
1917 · 
1918 · 
1919 · 
1920 · 
1921 · 
1922 · 
1923 · 
1924 · 
1925 · 
1926 · 
1927 · 
1928 · 
1929 · 
1930 · 
1931 · 
1932 · 
1933 · 
1934 · 
1935 · 
1936 · 
1937 · 
1938 · 1939 · 1940 · 1941 · 1942 · 1943 · 1944 · 1945 · 
1946 · 
1947 · 
1948 · 
1949 · 
1950 · 
1952 · 
1952 · 
1953 · 
1954 · 
1955 · 
1956 · 
1957 · 
1958 · 
1959 · 
1960 · 
1961 · 
1962 · 
1963 · 
1964 · 
1965 · 
1966 · 
1967 · 
1968 · 
1969 · 
1970 · 
1971 · 
1972 · 
1973 · 
1974 · 
1975 · 
1976 · 
1977 · 
1978 · 
1979 · 
1980 · 
1981 · 
1982 · 
1983 · 
1984 · 
1985 · 
1986 · 
1987 · 
1988 · 
1989 · 
1990 ·
1991 · 
1992 · 
1993 · 
1994 · 
1995 · 
1996 · 
1997 · 
1998 · 
1999 · 
2000 · 
2001 · 
2002 · 
2003 · 
2004 · 
2005 · 
2006 · 
2007 · 
2008 · 
2009 · 
2010 · 
2011 · 
2012 · 
2013 · 
2014 · 
2015 · 
2016 · 
2017 · 
2018 · 
2019 · 
2020 · 
2021 ·
2022
Albanië ·
Algerije ·
Andorra ·
Argentinië ·
Azerbeidzjan ·
België ·
Bosnië en Herzegovina ·
Brazilië ·
Bulgarije ·
Canada ·
Chili ·
Costa Rica ·
Cyprus ·
Denemarken ·
DDR ·
Duitsland ·
Egypte ·
Engeland ·
Estland ·
Faeröer ·
Finland ·
Frankrijk ·
Georgië ·
Ghana ·
Griekenland ·
Hongarije ·
Ierland ·
IJsland ·
Iran ·
Israël ·
Italië ·
Ivoorkust ·
Japan ·
Joegoslavië ·
Kameroen ·
Kazachstan ·
Kroatië ·
Letland ·
Liechtenstein ·
Litouwen ·
Luxemburg ·
Malta ·
Moldavië ·
Montenegro ·
Nederland ·
Nigeria ·
Noord-Ierland ·
Noord-Macedonië ·
Noorwegen ·
Oekraïne ·
Paraguay ·
Peru ·
Polen ·
Portugal ·
Roemenië ·
Rusland ·
San Marino ·
Schotland ·
Servië ·
Slovenië ·
Slowakije ·
Sovjet-Unie ·
Spanje ·
Trinidad en Tobago ·
Tsjechië ·
Tsjecho-Slowakije ·
Tunesië ·
Turkije ·
Uruguay ·
Venezuela ·
Verenigde Staten ·
Wales ·
Wit-Rusland ·
Zweden ·
Zwitserland
Algerije (1982) · 
Chili (1982) · 
Duitsland (2008) · 
Frankrijk (1982) · 
Hongarije (2016) · 
Italië (2021) · 
Kroatië (2008) · 
Nederland (2021) · 
Noord-Ierland (1982) · 
Noord-Macedonië (2021) · 
Oekraïne (2021) · 
Polen (2008) ·  
Portugal (2016) · 
West-Duitsland (1982)